# Odontomachus bauri
Odontomachus bauri és una espècie de formiga de la subfamília Ponerinae. Es pot trobar des del sud de Costa Rica fins a tota la Sud-amèrica tropical, les Antilles (sense Cuba ni Bahames) i a les illes Galápagos.